# 파벨만스
《파벨만스》(영어: The Fabelmans)는 2022년 개봉한 미국의 반전기, 성장 드라마 영화이다. 스티븐 스필버그가 감독과 공동 각본을 맡았으며, 스필버그 감독의 실제 유년 시절의 삶이 반영된 작품이다. 2022 토론토 국제 영화제 관객상 수상작이다.

## 줄거리
젊은 시절 영화에 대한 열정을 품고 성장하는 소년 '새미'의 이야기이다. 새미는 가족과 함께 이주하며 영화를 통해 세상을 바라보고, 사랑, 슬픔, 갈등 등 인간 관계의 복잡함을 탐구한다. 특히 어머니 미츠와 연인 버니 사이의 불륜은 새미에게 큰 충격을 주며 그의 영화에 영향을 미친다.
새미는 자신의 열정을 향한 부모님과의 갈등 속에서도 계속해서 영화를 만들고자 한다. 어머니와의 관계는 악화되지만, 친구들의 도움으로 그는 영화 제작 기술을 배우며 성장한다. 마침내 그는 할리우드로 가서 영화계에 진출하려는 꿈을 향해 나아간다.

## 출연진
- 개브리엘 라벨 - 새미 파벨만 역
- 미셸 윌리엄스 - 미치 파벨만
- 폴 데이노 - 버트 파벨만
- 세스 로건 - 버니 로이
- 저드 허시 - 보리스
- 제니 베를린 - 해더시 파벨만
- 줄리아 버터스 - 레지 파벨만
- 로빈 바틀렛 - 티나 실드크라우트
- 킬리 카스턴 - 내털리 파벨만
- 오크스 페글리 - 채드 토머스
- 게이브리얼 베이트먼 - 로저
- 쿠퍼 도드슨 - 터키
- 데이비드 린치
- 잰 호그
- 샘 레흐너
- 니콜라스 캔투
- 클로이 이스트 - 모니카 역
- 그레그 그런버그
- 제임스 어배니액